# 델라니쥐
델라니쥐(Delanymys brooksi)는 붉은숲쥐과에 속하는 설치류의 일종이다. 델라니쥐속(Delanymys)의 유일종이다. 그리고 화석속 스테노돈토미스속(Stenodontomys)과 함께 델라니쥐아과(Delanymyinae)에 포함된다. 이전에는 아프리카바위생쥐아과로 분류했지만, 아프리카바위생쥐속(Petromyscus)과는 분명히 밀접한 관계가 없다. 콩고민주공화국과 르완다, 우간다에서 발견된다. 자연 서식지는 아열대 또는 열대 기후 지역의 고지대 관목 지대와 습지이다. 서식지 감소로 위협을 받고 있다.